# Савочкин, Роман Михайлович
Роман Михайлович Савочкин (14 августа 1931, Сурский район, Ульяновская область — 16 марта 1982, Ленинград) — советский военачальник, генерал-лейтенант танковых войск (1979).

## Биография
Родился в 1931 году в поселке Сурском. Член КПСС.
Окончил Ульяновское танковое училище, Военную академию бронетанковых войск и Военную академию Генерального штаба Вооруженных сил СССР.
С 1969 по 1971 год — командир 70-го гвардейского танкового полка.
8 мая 1974 года присвоено воинское звание генерал-майор.
С 1975 по 1977 год — командующий 13-й общевойсковой армией.
25 октября 1979 года присвоено воинское звание генерал-лейтенант танковых войск.
С 1979 по 1981 год — командующий 1-й гвардейской танковой армией.
С 1981 по 1982 год — начальник штаба ордена Ленина Ленинградского военного округа.
Делегат XXV съезда КПСС.
Скончался 16 марта 1982 года на 51-м году жизни в Ленинграде. Похоронен на Богословском кладбище.

## Награды
- Орден Красной Звезды
- Орден «За службу Родине в Вооружённых Силах СССР» 3 степени